# 迈克尔·埃斯特拉达
迈克尔·埃斯特拉达（西班牙語：Michael Estrada，1996年4月7日—），厄瓜多尔男子足球运动员，司职前锋。他曾代表厄瓜多尔国家队参加2022年国际足联世界杯，结果队伍止步小组赛阶段。